# Gabriele Amorth
Gabriele Amorth   (Mòdena, 1 de maig de 1925 - Roma, 16 de setembre de 2016) va ser un sacerdot italià i un dels exorcistes més famosos de l'Església Catòlica. Es va unir a la Societat de Sant Pau i va ser ordenat sacerdot el 1954. Va començar la seva tasca com a exorcista l’any 1985 a Roma i va servir com a exorcista en cap de la diòcesi fins a la seva mort.
Al llarg de la seva vida va afirmar haver realitzat milers d’exorcismes, convertint-se en un referent en aquesta pràctica, dins i fora de l’Església. Va escriure diversos llibres sobre els exorcismes i sobre el que ell considerava la influència del dimoni en el món modern, com Un exorcista conta la seva història. Va fundar l'Associació Internacional d’Exorcistes i va ser un defensor públic de la necessitat de la pràctica d’exorcismes. Fou conegut per les seves declaracions contundents sobre el dimoni, i per sostenir que el mal és una realitat present en el món.